# New Fist of Fury
New Fist of Fury es una película de artes marciales de Hong Kong de 1976 dirigida por Lo Wei y protagonizada por Jackie Chan. Es la primera de varias películas en las que Lo dirigió a Chan, y la primera que usa el nombre artístico de Chan, Sing Lung (que literalmente significa "convertirse en un dragón", por el cual Chan todavía se conoce hoy en Asia). La película le dio a Chan su primer papel protagónico en una cinta importante (su primer papel protagónico fue en Little Tiger of Canton, que tuvo un lanzamiento limitado en 1973). La película fue una secuela de Fist of Fury, cinta protagonizada por Bruce Lee y uno de los mayores éxitos de Lo Wei. New Fist of Fury hizo parte del intento de Lo de promocionar a Jackie Chan como el nuevo Bruce Lee y no contó con ninguno de los elementos de comedia que luego serían la marca registrada de la carrera de Chan.

## Sinopsis
Un hermano y una hermana escapan de Shanghái a Taiwán para quedarse con su abuelo que dirige una escuela de kung-fu allí. Sin embargo, el maestro de una escuela japonesa de karate en Taiwán se ha propuesto atraer a todas las demás escuelas de la isla bajo su dominio, y parte de su plan implica el asesinato del abuelo de los hermanos. Impávidos, el hermano y la hermana restablecen la escuela de su abuelo, lo que lleva a una confrontación final con el maestro japonés de karate. Jackie Chan interpreta a un joven ladrón que al principio no quiere aprender kung-fu, pero finalmente se da cuenta de que ya no puede permanecer al margen y dejar que los japoneses pisoteen los derechos del pueblo chino. Es extremadamente hábil en las artes marciales y lleva la lucha hasta su conclusión final.

## Reparto
- Jackie Chan como Cheng Long.
- Nora Miao como Mao Li Er.
- Chan Sing como Okimura.
- Luk Yat-lung como Lon Si Chun.
- Yim Chung como Su.
- Suen Lam como Lin.
- Cheng Siu-siu como la hija de Okimura.
- Hon Siu como Ho Chin.
- Han Ying-chieh como Hung.
- Lo Wei como el inspector.